# Georges Pludermacher
Georges Pludermacher és un pianista francès, nascut el 26 de juliol de 1944 a Garait (Cruesa, Nova Aquitània). Porta una carrera com a solista internacional i actua als festivals més prestigiosos.

## Biografia
Georges Pludermacher és fill de Serge Pludermacher i Rachel Pludermacher. La seva mare, Rachel Pludermacher (nascuda Levin o Lévinate el 5 de novembre de 1908 a Vílnius, (Lituània) i morta el febrer de 2002) va ser una educadora jueva d'origen lituà, que amb el seu marit Serge Pludermacher, va tenir cura dels nens jueus al Château de Chabannes, a Chabannes, avui Saint-Pierre-de-Fursac (Creuse), i a la Casa dels Nens d'Izieu (Ain). Georges Pludermacher va néixer a Garait, prop de Chabannes. Es diu Georges, en record del seu avi patern, Gershon Pludermacher, pedagog jueu a Vílnius.
Va començar a tocar el piano als tres anys. Va ingressar al Conservatori Nacional de Música i Dansa de París als onze anys i va demostrar ser un alumne brillant amb els seus professors: Lucette Descaves, Jacques Février, Henriette Puig-Roget, Geneviève Joy. Després va perfeccionar les seves habilitats als cursos d'estiu a Lucerna amb Géza Anda. Als 19 anys va deixar el conservatori amb tres primers premis: piano, música de cambra i acompanyament. El 1967, amb el seu interès per la música contemporània, va crear Archipel I d'André Boucourechliev i 4 anys més tard, Synaphaï de Iannis Xenakis. Treballarà amb grups com el "Domaine musical" o l'"Ensemble Musique Vivante".
Els premis internacionals se succeiran aviat als anys 60 i 70. Georges Pludermacher, aficionat també a la música de cambra, actua amb Christian Ferras, Nathan Milstein, Ivry Gitlis, Yvonne Loriod, Michel Portal, Christian Ivaldi, Ernst Haefliger, Iouri Bachmet. També forma un duo amb Jean-François Heisser. A partir de 1968, esdevingué pianista solista de l'orquestra de l'Òpera de París. La seva carrera concertística el portarà a actuar amb grans directors, com Sir Georg Solti i l'Orquestra Simfònica de Chicago, Pierre Boulez i la "Sinfonietta" de Londres, Christoph von Dohnányi i l'Orquestra Nacional de França. És convidat als festivals d'Ais de Provença, Avinyó, Estrasburg, Salzburg, Montreux, Viena, Edimburg, Florència, Barcelona, Madrid, i l'any 2003 com a part de les classes magistrals de l'Acadèmia Francesa de Música a Kyoto.
És el notable pare d'Isolde Pludermacher, conservadora en cap del patrimoni del Museu d'Orsay.

## Premis
- 1968: Guanyador del Concurs Internacional Vianna da Motta a Lisboa
- 1969: Premi Internacional de Piano de Leeds
- 1979: Premi del Concurs Internacional Géza Anda a Zuric
- 1987: Gran Premi de l'Académie Charles-Cros pel seu enregistrament de les Variacions Diabelli
- 1995: Gran Premi de l'Acadèmia Francesa del Disc per l'enregistrament dels Études de Claude Debussy

## Algunes gravacions
- Peces per a piano de Claude Debussy (2003)
- Els 5 concerts per a piano de Beethoven, Orchestre de Bretagne, dir. Moshe Atzmon (2004)
- Les obres completes per a piano de Maurice Ravel, Flâneries musicales de Reims (2007)
- Sonates completes de Franz Schubert
- Sonates completes per a piano i Diabelli Variations de Beethoven
- Simfonia núm. 3 en mi bemoll major op.55 "Eroica" transcrita per a piano de Franz Liszt (1986)
- Sonates completes de Mozart
- Concerts núm. 20 i núm. 27 de Mozart (amb l'Orquestra de la Fundació Gulbenkian, dirigida per Karolos Trikolidis)
- Sonata en Sib de Schubert i Sonata op. 111 de Beethoven
- Sonates de Brahms amb Michel Portal (clarinet).
- Simfonia núm. 9 de Beethoven/Liszt per a dos pianos (amb Alain Planès)
- Variacions sobre un tema de Händel, Set Fantasies op. 116, de Brahms